# Phare de Cabo Roncudo
Le phare de Cabo Roncudo est un phare situé sur le promontoire de Cabo Roncudo, proche de la paroisse civile de Corme Porto la commune de Ponteceso, dans la province de La Corogne (Galice en Espagne).
Il est géré par l'autorité portuaire de La Corogne .

## Histoire
C'est une tour cylindrique blanche, avec galerie et lanterne. Il a été construit en 1920, en même temps que le phare de Punta Laxe. Il est situé à environ 6 km à l'ouest de Corme Porto et marque, au nord, l'entrée du Ria de Corme et Laxe sur la Costa de la Muerte.
Identifiant : ARLHS : SPA228 ; ES-03750 - Amirauté : D1730- NGA : 26216 .